# COGAG
COGAG(COmbined Gas turbine And Gas turbine)이란 같은 종류 또는 다른 종류의 가스터빈을 둘 이상 조합한 추진 방식이다. 주로 함선에서 사용된다.

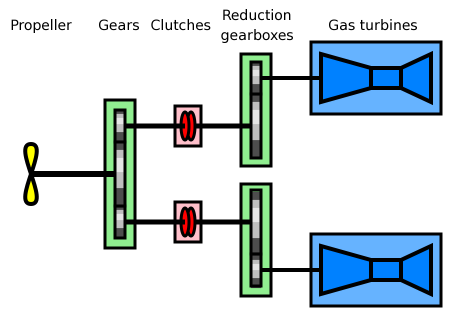
COGAG의 모식도. 오른쪽 두 개의 엔진(파랑)이 클러치(빨강)를 통해 하나의 프로펠러(노랑)을 돌리고 있다.
순항시에는 한쪽 엔진만 가동하며 고속/급가속이 필요한 때는 다른 엔진도 가동한다. 즉 고속 항행시에는 양 쪽 엔진이 동시에 가동된다.
이 그림에서는 엔진은 같은 것이 사용되고 있다.

일반적으로 가스터빈은 최대 출력일 때에 연료효율이 최대가 되므로 단일 엔진으로 함선을 추진하는 경우 당연히 저속·순항시에는 출력이 최대일 때보다 작아지고 효율이 매우 나빠진다. 그래서 복수의 가스터빈을 탑재하고 저속시와 순항시에는 그 중 1기만 구동함에 따라 최대 출력에 접근함으로써, 연료 효율을 개선한다는 것이다.
가스터빈은 같은 기종을 2대 조합하는 경우와 다른 기종을 조합하는 패턴이 있다. 같은 기종을 조합할 경우 조작, 보수는 쉽다. 다른 기종을 접목시키는 경우 평상시에는 순항용 가스터빈으로 주행(항행)하고 급가속시나 고속주행(항행)시에 고속용 엔진을 병용하는 추진 방식이다. 조작·보수가 어렵다는 결점은 있지만 저속·고속에 맞추어 각각 적합한 엔진을 사용함으로써 효율은 높아진다. 일반적으로 출력축 1개 당 순항용 엔진과 고속용 엔진이 1쌍씩 탑재된다.
그러나 가스터빈은 기본적으로 고속형 기관이다. 따라서 단순히 다른 종류의 가스터빈을 탑재하지 않고, 저속 항해용으로는 가스터빈 이외의 기관을 이용하는 방식도 있다. 또 가스터빈의 저속시의 효율을 전기 추진으로 해결하는 방식(COGLAG)도 있다. 다만 그러한 방식은 시스템이 복잡해지는 문제가 있다. 기계 구동인 가스터빈만 쓴 COGAG에는 시스템을 단순화할 수 있는 이점이 있어 채용 사례도 많다. 다만 저속시와 고속시에 가스 터빈 엔진을 바꾸는 COGOG에 비하면 시스템은 복잡하게 된다.

## 같이 보기
- 가스터빈